# Пузеево (Владимирский сельсовет)
Пузе́ево — деревня в Воскресенском районе Нижегородской области. Входит в состав Владимирского сельсовета.
Имеет единственную протяжённую улицу Народная в два порядка из 43 домов. Находится в 10 километрах от административного центра — села Владимирское (Нижегородская область).

## География
Располагается на холме на пол пути от с. Владимирское к р.п.Воскресенское
Деревня расположена не более 100 метров от автодороги K18 Нижний Новгород — Воскресенское, которая ответвляется в деревне Боковая на Воскресенское направление от региональной автодороги Р159.

## Персоналии
Ручин Александр Степанович (1917 - 1979) - Герой Советского Союза.